# جاك ليستير
جاك ليستير (بالإنجليزية: Jack Lester)‏ (8 أكتوبر 1975 بشفيلد في المملكة المتحدة - ) هو لاعب كرة قدم بريطاني في مركز الهجوم. لعب مع شيفيلد يونايتد وغريمسبي تاون ونادي تشيسترفيلد ونادي دونكاستر روفرز ونوتينغهام فورست ونادي غيتزهد.

## وصلات خارجية
- جاك ليستير على موقع قاعدة بيانات كرة القدم.إي يو (الإنجليزية)
- جاك ليستير على موقع Soccerbase.com (لاعب) (الإنجليزية)
- جاك ليستير على موقع Soccerbase.com (مدرب) (الإنجليزية)
- جاك ليستير على موقع عالم كرة القدم.نت (الإنجليزية)